# Tomica i prijatelji: Svi utak!
Tomica i prijatelji: Svi utak!  (eng. Thomas & Friends: All Engines Go)  je američki-kanadski dječja televizijska serija koju je kreirala Rick Suvalle.

## Filmovi
- Tomica i prijatelji: Utrka za Sodorski kup (2021.)
- Tomica i prijatelji: Tajna Vidogore (2022.)

## Vanjske poveznice
- Službena stranica  Arhivirana inačica izvorne stranice od 30. rujna 2023. (Wayback Machine)